# Francesco Maria Balbi
Francesco Maria Balbi (* 11. Januar 1671 in Genua; † 16. Januar 1747 ebendort) war der 150. Doge der Republik Genua und König von Korsika.

## Leben
Der am 11. Januar 1671 in Genua geborene Francesco Maria Balbi trat mit Anfang zwanzig in das öffentliche Leben der Republik Genua ein und bekleidete seine ersten Ämter in verschiedenen staatlichen Institutionen. Mit 25 Jahren wurde er Gouverneur von Savona (1696). Später bekleidete er weitere wichtige Ämter: Protektor des Compere di San Giorgio (1705), Mitglied des Salzmagistrats (1706) und Padre del Comune (1707).
Um 1713, am Ende des Spanischen Erbfolgekrieges, war er Mitglied des Kriegsmagistrats und im folgenden Jahr Mitglied der Obersten Syndikatoren; 1718 bekleidete er erneut öffentliche Ämter im Magistrat der Gerichtsbarkeit, als Friedenswächter und wiederum im Kriegsmagistrat.
Im Frühjahr 1720 wurde Francesco Maria Balbi von der genuesischen Regierung mit der schwierigen Aufgabe betraut, als Vermittler und außerordentlicher Botschafter der Republik beim spanischen Herrscher Philipp V. zu fungieren. Die Gastfreundschaft der Genueser gegenüber dem aus dem iberischen Land vertriebenen Kardinal Giulio Alberoni führte zu einer offenen Feindseligkeit zwischen dem genuesischen Staat und der spanischen Krone, einer Pattsituation und Konfrontation, die auch die diplomatischen Beziehungen zu Frankreich unter Ludwig XV. und zu England unter Georg I. untergraben sollte. Die Weigerung Genuas, Kardinal Alberoni an die Behörden auszuliefern, führte auch in der päpstlichen Bulle von Clemens XI. zu einer offiziellen Rüge des Heiligen Stuhls.
Botschafter Balbi begab sich daraufhin nach Madrid, doch ein Schreiben des spanischen Königs vom 22. Juli 1720 warnte den genuesischen Vertreter davor, die Grenzen des Königreichs zu überschreiten. Es folgten ständige diplomatische Bemühungen des Herzogs Francesco Farnese von Parma, dem es durch Vermittlung gelang, dass der republikanische Diplomat in Spanien empfangen wurde. Nach einem erneuten Zusammenstoß zwischen König Philipp V. und dem Abgesandten Balbi war es wiederum das Eingreifen eines Ministers von Parma, das die Wogen glättete. Erst im Mai 1723 konnte der genuesische Diplomat nach Genua zurückkehren, nachdem eine Einigung zwischen den Parteien erzielt worden war.
Nachdem er 1727 zum Gouverneur der Republik ernannt worden war, bekleidete er mehrere Jahre lang das Amt des Beauftragten für maritime Angelegenheiten (1728–1730; 1732; 1735–1736). Mit der Wahl des Großen Rates am 20. Januar 1730 erlangte Francesco Maria Balbi das höchste Staatsamt: das einhundertfünfte innerhalb von zwei Jahren und das einhundertfünfzigste in der Geschichte der Republik. Als Doge wurde ihm auch das damit verbundene Amt des Königs von Korsika für zwei Jahre übertragen.
Seine zweijährige Amtszeit konzentrierte sich – wie schon bei seinen Vorgängern – hauptsächlich auf die Bewältigung der verschiedenen Unruhen, die auf der korsischen Insel ausbrachen. Da er nicht in der Lage war, neue genuesische Truppen zu entsenden, ersuchte der Doge Kaiser Karl VI. um militärische Hilfe und förderte gleichzeitig die Gründung einer neuen Miliz, der „Soldati del soldo“.
Nach seinem Rücktritt als Doge am 20. Januar 1732 bekleidete er noch verschiedene öffentliche Ämter in der Seefahrt, darunter das des Staatsinquisitors und des Revisore dei Calici (1737). Er starb am 16. Januar 1747 in Genua, wo er in der Kirche San Gerolamo dei Gesuiti beigesetzt wurde.

## Privatleben
Aus seiner Ehe mit Clerici Durazzo gingen acht Kinder hervor, von denen zwei in die Gesellschaft Jesu eintraten und zwei zu Rittern des Malteserordens ernannt wurden.
Sein Bruder Costantino Balbi diente von 1738 bis 1740 ebenfalls als Doge von Genua.